# Nate Kazebier
Nathan Forrest 'Nate' Kazebier (Lawrence (Kansas), 13 augustus 1912 – Reno (Nevada), 22 oktober 1969) was een Amerikaanse jazztrompettist.

## Biografie
Kazebier begon op 9-jarige leeftijd met trompetspelen en werkte aanvankelijk in lokale Territory-bands in het Amerikaanse middenwesten, zoals Austin Wylie in Cleveland, Jan Garber en Slats Randall. In 1935/1936 maakte hij deel uit van de bigband van Benny Goodman, te horen op titels als I've Found a New Baby. Gedurende deze tijd werkte hij ook met het orkest van Gene Krupa en verhuisde hij vervolgens naar Californië, waar hij speelde met Ray Noble, Seger Ellis' Choir of Brass (1937) en Spud Murphy. In 1939/1940 maakte hij deel uit van Gene Krupa's eerste bigband en werkte hij samen met Jimmy Dorsey (1940-1943), voordat hij in militaire dienst ging. Na zijn ontslag uit het leger werkte hij opnieuw voor Goodman (1946/1947), Johnny Mercer/Paul Weston en daarna als studiomuzikant in Californië. In 1947 werden opnamen gemaakt met Ray Bauduc.

## Overlijden
Nate Kazebier overleed in oktober 1969 op 57-jarige leeftijd.